# Истмен, Кристал
Кристал Кэтрин Истмен (англ. Crystal Eastman; 25 июня 1881, Марлборо, Массачусетс — 8 июля 1928, Эри, Пенсильвания) — американская феминистка, социалистка, юрист, антимилитарист и журналистка. Наиболее известна как лидер в борьбе за избирательное право женщин, соучредитель и по совместительству редактор (наравне со своим братом Максом Истменом) радикального журнала об искусстве и политике The Liberator, соучредитель Международного женского союза за мир и свободу и соучредитель, основанного в 1920 году Американского союза защиты гражданских свобод. В 2000 году она была внесена в список Национального зала славы женщин в Сенека-Фолс, Нью-Йорк.

## Ранние годы и обучение

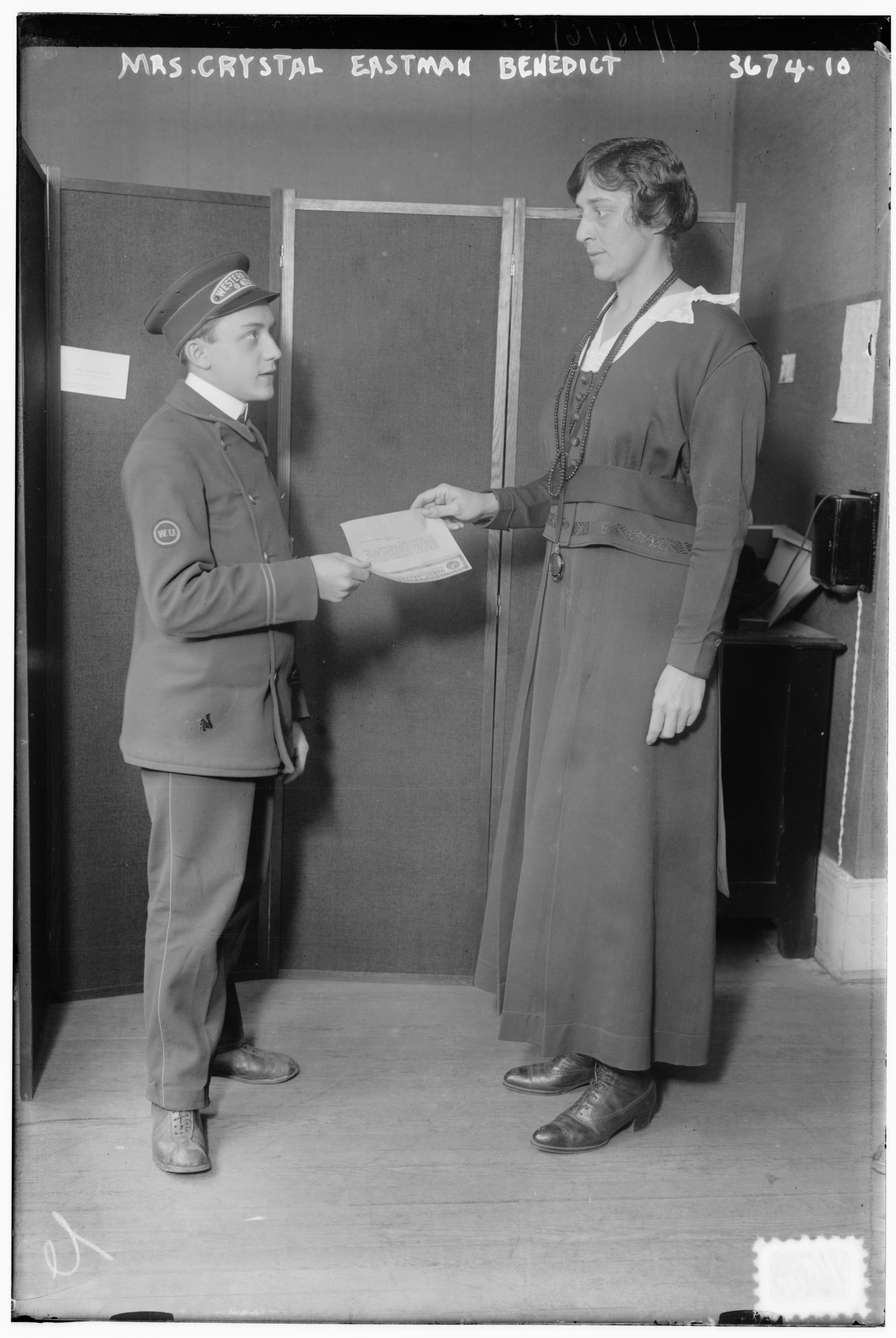
Кристал Кэтрин Истмен. 1915 г.

Кристал Истмен родилась в Марлборо, штат Массачусетс, 25 июня 1881 года и была третьей из четырёх детей. Её старший брат Морган родился в 1878 году и умер в 1884 году. Второй брат, Анстице Форд Истмен, который стал хирургом общей практики, родился в 1878 году и умер в 1937 году. Самый младший ребёнок, Макс, родился в 1882 году.
В 1883 году их родители, Сэмюэль Элайджа Истмен и Аннис Берта Форд, переехали вместе с детьми в Канандейгуа, Нью-Йорк. В 1889 году их мать стала одной из первых женщин, рукоположенных в качестве протестантского пастора в Америке и ставшая служителем Конгрегационалистской церкви. Её отец также был священником в собрании, и оба служили пасторами в церкви Томаса К. Бичера близ Эльмиры. Родители дружили с писателем Марком Твеном, таким образом юная Кристал была с ним знакома.
Эта часть Нью-Йорка находилась в так называемом «Обгоревшем округе». Во время Второго великого пробуждения в начале XIX века его граница была центром евангелизации и большого религиозного возбуждения, что привело к образованию таких ответвлений, как шейкеры и мормонизм. Перед началом войны некоторые люди вдохновлялись религиозными идеалами для поддержки таких прогрессивных социальных движений, как аболиционизм и Подземная железная дорога.
Кристал и её брат Макс Истмен попали под влияние этой гуманитарной традиции. Он стал левым активистом и приверженцем социализма, а Кристал поддерживала некоторые идеи наравне с ним. Они были близки на протяжении всей её жизни, даже после того, как он стал более консервативным.
Брат и сестра жили вместе на 11-й улице в Гринвич-Виллидж как и другие радикальные активисты. Группа, в которую входили Ида Раух, Инес Милхолланд, Флойд Делл и Дорис Стивенс, проводила лето и выходные в Кротоне-на-Гудзоне.
Кристал Истмен окончила Вассарский колледж в 1903 году и получила степень магистра по социологии (тогда это была относительно новая область) в Колумбийском университете в 1904 году. При получении юридического образования в юридической школе Нью-Йоркского университета, она стала второй в выпуске 1907 года.

## Общественная деятельность
Пионер социальной работы и редактор журнала Пол Келлогг предложил Истмен её первую работу, исследование условий труда для «Обзора в Питтсбурге», спонсируемого Фондом Рассела Сейджа. Её доклад «Несчастные случаи на производстве и закон» (1910) стал классикой и привёл к появлению первого закона о компенсации работникам, который она составила во время работы в комиссии штата Нью-Йорк.
Во время президентства Вудро Вильсона она продолжала кампанию, направленную на обеспечение безопасности и здоровья работников, в качестве следственного адвоката в Комиссии США по трудовым отношениям. Одно время её называли «самой опасной женщиной в Америке» из-за её идей свободной любви и откровенности.

## Эмансипация
Во время краткого брака с Уоллесом Дж. Бенедиктом, который закончился разводом, Истмен переехала в Милуоки. Там она провела неудачную кампанию по активному избирательному праву в Висконсине (1912).
Когда она вернулась на восток в 1913 году, она присоединилась к Алисе Пол, Люси Бернс и другим в создании воинствующего Союза Конгресса, который позднее стал Национальной женской партией. После принятия 19-й поправки в 1920 году женщинам было предоставлено право голоса, и Истмен и Пол написали поправку о равных правах, впервые представленную публике в 1923 году. Истмен, одна из немногих социалистов, поддерживающих введение этой поправки, предупреждала, что защитное законодательство для женщин будет означать только дискриминацию в отношении женщин. Истмен утверждала, что можно оценить важность поправки по интенсивности противодействия ей, но она чувствовала, что это все ещё борьба, которую стоит вести. Она также выступила с речью «Теперь мы можем начать» после ратификации Девятнадцатой поправки, в которой рассказала о работе, которую необходимо проделать в политической и экономической сферах для достижения гендерного равенства.

## Деятельность по установлению мира

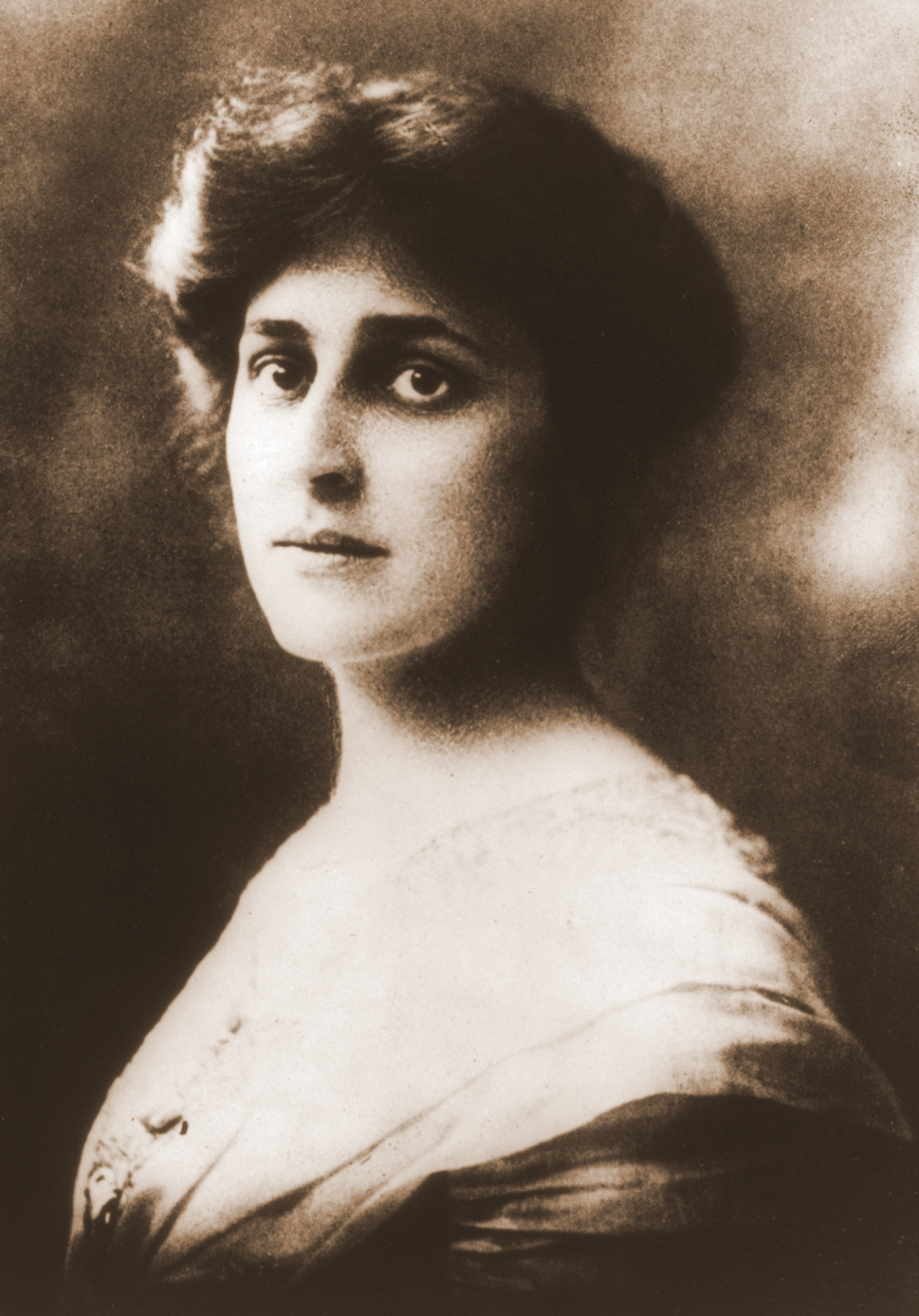
Кристал Истмен была известной антимилитаристкой, которая помогла основать Международную женскую лигу мира и свободы

Во время Первой мировой войны Истмен была одним из основателей Женской партии мира, к которой вскоре присоединились Джейн Аддамс, Лилиан Д. Уолд и другие. Она была президентом Нью-Йоркского отделения. Переименованная в 1921 году в Международную женскую лигу мира и свободы, организация остается самой старой из существующих женских организаций мира. Истмен также стала исполнительным директором Американского союза против милитаризма, который лоббировал против вступления Америки в европейскую войну и с большим успехом против войны с Мексикой в 1916 году, стремился устранить спекуляцию производства оружия и проводил кампанию против призыва на военную службу, имперских замашек правительства и военной интервенции.
Когда Соединённые Штаты вступили в Первую мировую войну, Истмен организовала вместе с Роджером Болдуином и Норманом Томасом Национальное бюро гражданских свобод, чтобы защитить отказчиков по соображениям совести, или, по её словам: «Чтобы сохранить здесь что-то, к чему стоит вернуться, когда изнуряющая война закончится». Эта организация впоследствии стала Американским союзом гражданских свобод, во главе которого встал Болдуин, а Истмен исполняла обязанности доверенного лица. Истмен считается членом-учредителем ACLU, но её роль основателя NCLB могла быть в значительной степени проигнорирована потомками из-за её личных разногласий с Болдуином.

## Брак и семья
В 1916 году Истмен вышла замуж за британского редактора и антивоенного активиста Уолтера Фуллера, который приехал в Соединённые Штаты, чтобы обучать фольклорному пению своих сестёр. У них было двое детей, Джеффри и Аннис. Супруги работали вместе как активисты до конца войны; затем он работал управляющим редактором The Freeman до 1922 года, когда он вернулся в Англию. Он умер в 1927 году, за девять месяцев до Кристал, закончив карьеру, как редактор « Радио Таймс» для BBC.
После того, как периодическое издание Макса Истмена «Массы» было вынуждено закрыть правительственной цензурой в 1917 году, он и Кристал стали соучредителем радикального журнала политики, искусства и литературы «Освободитель» в начале 1918 года. Она и Макс были его редакторами до 1922 году, после чего журнал был передан в руки верных друзей.

### После войны
После войны Истмен организовала Первый феминистский конгресс в 1919 году.
Время от времени она совершала морские путешествия в Лондон, чтобы побыть со своим мужем. В Нью-Йорке её деятельность привела к тому, что она попала в чёрный список во время «красной угрозы» 1919—1920 годов. Она изо всех сил пыталась найти достойную работу. Её единственная оплачиваемая работа в 1920-х годах была обозреватель феминистских журналов, в частности «Равные права» и «Время и прилив».
Истмен утверждала, что «жизнь была большой битвой для абсолютной феминистки», но она была убеждена, что феминистка когда-нибудь сможет достичь полной победы.

### Смерть
Кристал Истмен умерла 8 июля 1928 года от нефрита. Друзья взяли на воспитание двоих её детей до достижения ими совершеннолетия.

## Наследие
Истмен называют одним из самых забытых лидеров Соединённых Штатов, потому что, хотя она написала новаторский закон и создала долговременные политические организации, она исчезла из истории на пятьдесят лет. Фрида Кирчвей, редактор «Нации», писала про Кристал: «Когда она говорила с людьми — будь то в небольшом комитете или в толпе — сердца бились быстрее. Она была для тысяч символом того, какой может быть свободная женщина».
Её речь «Теперь мы можем начать», прочитанная в 1920 году, вошла в число 83 лучших 100 речей американской риторики 20-го века.
В 2000 году Истмен был внесена в список американского Национального женского зала славы в Сенека-Фолс, Нью-Йорк.
В 2018 году Социалист, официальное издание Социалистической партии США, опубликовало статью Лизы Петриелло «Вспоминая социалистическую феминистку Кристал Истмен», которая была написана «к 90-летию со дня смерти [Истмен], чтобы вернуть ей жизнь и наследие».

## Публикации

### Документы
Работы Истмен хранятся в Гарвардском университете.
В Библиотеке Конгресса есть следующие публикации Истмен, многие из которых опубликованы посмертно:
- «Ответственность работодателей», критика, основанная на фактах (1909)
- Несчастные случаи и закон (1910)
- Мексикано-американский комитет мира (Мексикано-американская лига) (1916)
- Несчастные случаи на производстве и закон (1969)
- На пути к великим переменам: Кристал и Макс Истмены о феминизме, антимилитаризме и революции, под редакцией Бланш Визен Кук (1976)
- Кристал Истмен о женщинах и революции, под редакцией Бланш Визен Кук (1978)